# Oliwer Stark (fotbollsspelare)
Karl Oliwer Sigge Stark, född 7 augusti 2006, är en svensk fotbollsspelare som spelar för IK Brage. 

## Karriär
Stark började spela fotboll i FoC Farsta. Han spelade även som ung i Hanvikens SK.
Under säsongen 2022 var det många utländska klubbar som var intresserade av Stark bland annat italienska Sampdoria.
I augusti 2024 värvades Stark av Superettan-klubben IK Brage, där han skrev på ett 4,5-årskontrakt. Den 27 augusti 2024 debuterade Stark i Superettan i en 3-0 förlust mot Helsingborgs IF, där han blev inbytt i den 71:e minuten mot Adil Titi.